# Jan Frans Van Havermaet

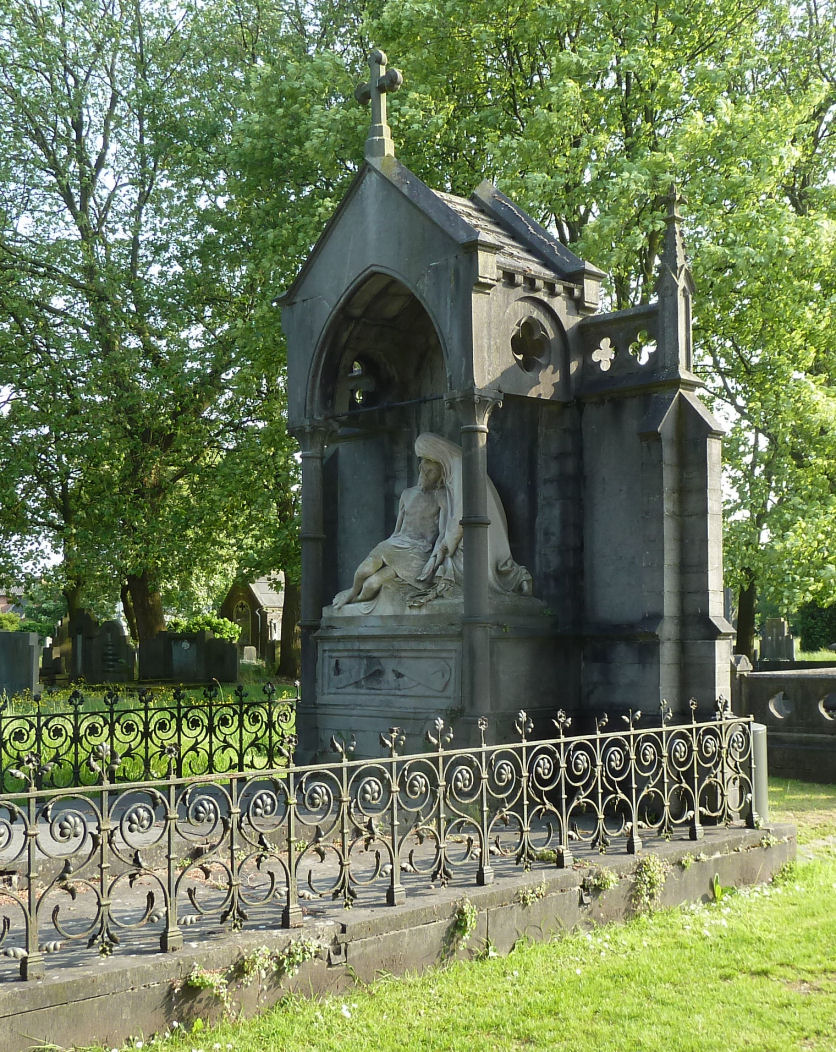
Praalgraf Janssens de Varebeke, Sint-Niklaas

(Jan) Frans Van Havermaet (1828 - Sint-Niklaas, 19 februari 1899) was een Belgisch beeldhouwer, actief in Sint-Niklaas. Hij was leerkracht beeldhouwen aan de Stedelijke Academie voor Schone Kunsten, en Ridder in de Leopoldsorde.

## Bekende werken
Van Havermaet was gekend voor zijn bustes van prominente figuren uit het Waasland, waaronder Verheyen, Stillemans en Mercator.
- Ontwerp van het monumentale beeld Onze-Lieve-Vrouw-van-Bijstand-der-Christenenkerk , Sint-Niklaas
- Beeld Sint-Nicolaas, Parochiehuis Sint-Niklaas.
- Monumentaal beeld in brons, Gerardus Mercator, Rupelmonde.
- Buste prof. de Laveleye.[3]
- Piëta in natuursteen, praalgraf Janssens de Varebeke.
- Beeld van Sint-Antonius (1896) kapel Sint-Jozef-Klein-Seminarie.[4]
- Buste in brons van Jan Frans van Hove, burgemeester van De Klinge.
- Buste van Pastoor Petrus de Meerleer (1830-1912), (1897).[5]
- Buste van Mgr. Stillemans (1890).[6]
- Bronzen buste Philip Verheyen - Verrebroek, kopij in gips, verzameling SteM Sint-Niklaas.[7]

Van Havermaet is begraven op de Parkbegraafplaats Tereken.

## Galerij

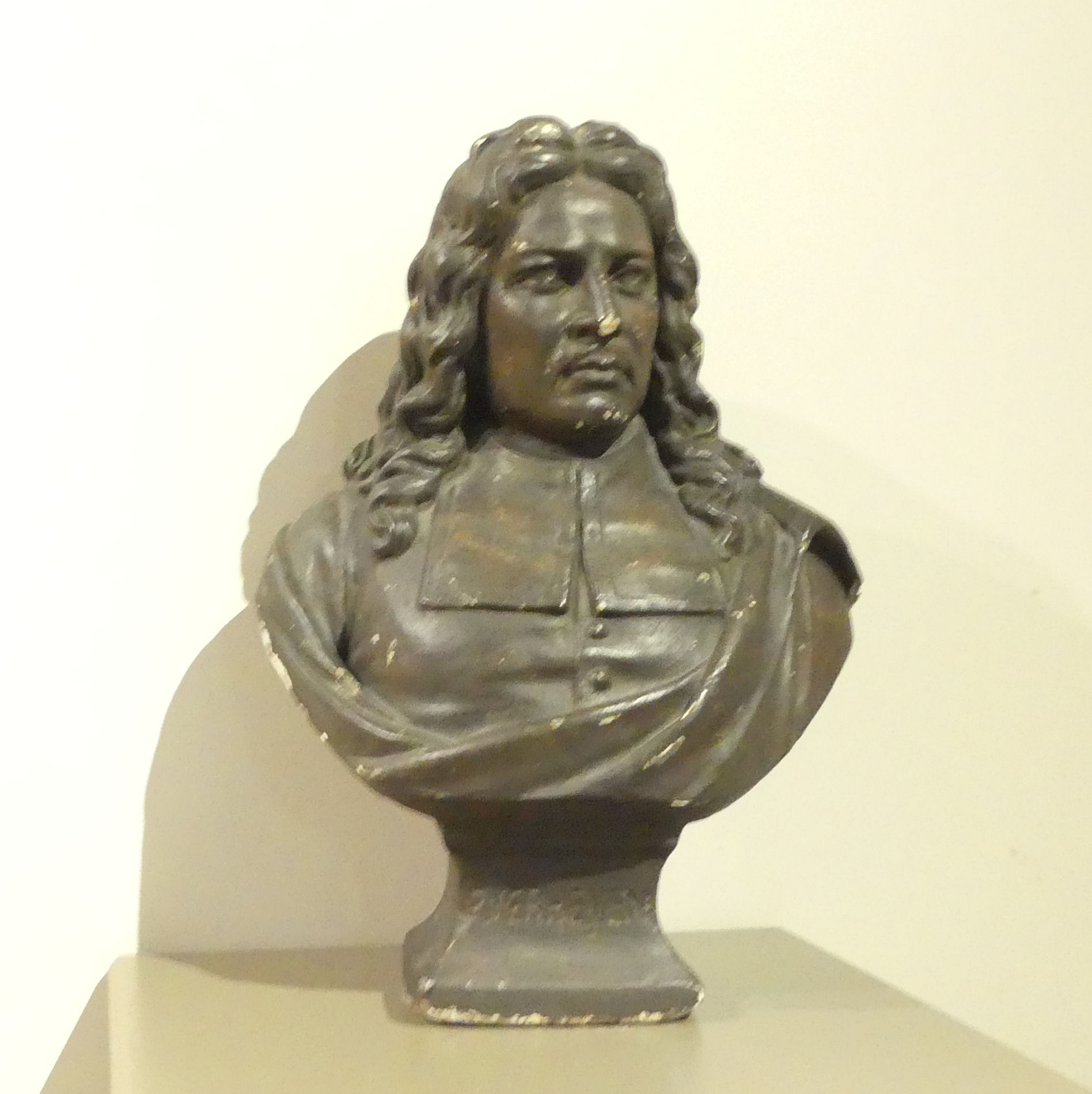
buste Philip Verheyen - SteM Sint-Niklaas
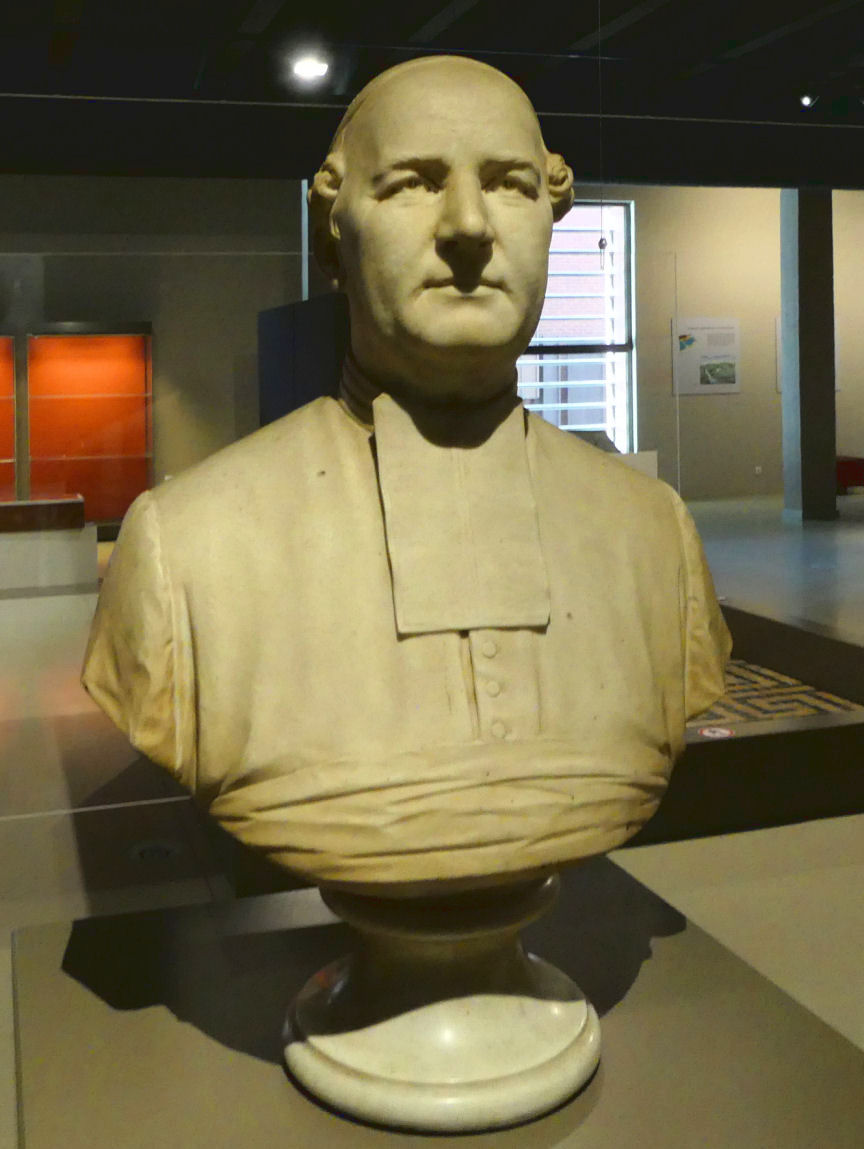
Pastoor de Meerleer
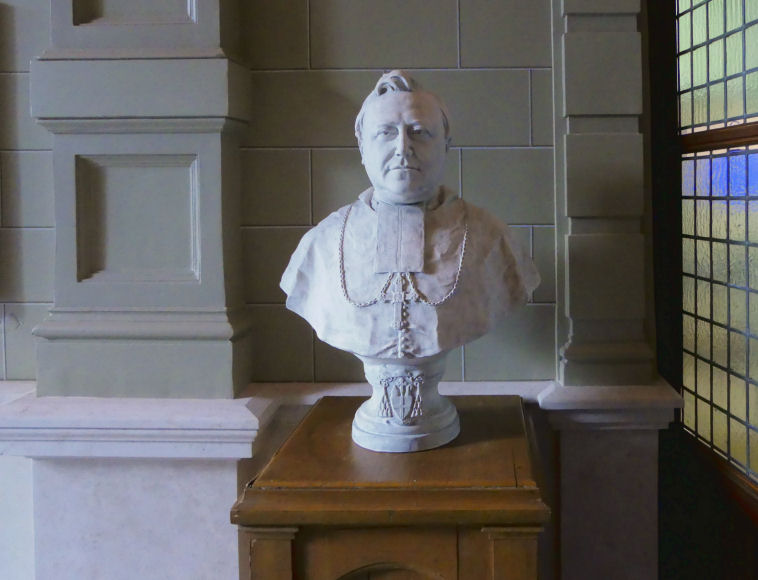
Mgr. Stillemans - SteM Sint-Niklaas

- RKD-Nederlands Instituut voor Kunstgeschiedenis: 319434